# Porsche 935
Porsche 935 är en sportvagn, tillverkad av den tyska biltillverkaren Porsche mellan 1976 och 1981.

## Bakgrund
1970-talet var en svår tid för sportvagnsracingen. Den ekonomiska nedgången i samband med oljekrisen 1973 gick hårt åt många sportbilstillverkare och trots att FIA försökte minska kostnaderna genom att dra ner på tävlingarna utanför Europa lade många märken ner tävlingsverksamheten. De kostsamma sportvagnsprototyperna i Grupp 6 försvann nästan helt och sportvagns-VM kom att köras med mer produktionsnära Grupp 5-bilar. Porsche var en av få tillverkare som fortsatte satsa på sportvagnsracing. Det tyska märket kom att dominera tävlingarna under andra halvan av 70-talet med systermodellerna 934 i Grupp 4 och 935 i Grupp 5.

## Utveckling

### 935
Både 934:an och 935:an baserades på Porsche 930, men medan Grupp 4-reglerna inte tillät några större frånsteg från produktionsbilen, var Grupp 5-reglementet mer tillåtande. 935:an fick ordentliga modifieringar av både chassi och kaross. Torsionsstavarna ersattes av skruvfjädrar och fronten fick en ny aerodynamisk form. Motorn försågs med ett rejält stort turboaggregat. Med en volymkoefficient på 1,4 för överladdade motorer passade slagvolymen på 2857 cm³ in bilen i fyraliterklassen.

### 935/77
Till 1977 ersattes det enda stora turboaggregatet av två mindre. På så sätt reducerades turbolagget, vilket gjorde bilen mer lättkörd, samtidigt som effekten ökade.

### 935/77 "Baby"
Det  tyska sportvagnsmästerskapet var uppdelat i två klasser, med motorer under eller över två liter. Porsche dominerade den större klassen och till 1977 tog man även fram en version av 935:an för den mindre klassen. Motorn hade, till skillnad från den större versionen bara ett turboaggregat och volymkoefficienten begränsade slagvolymen till 1425 cm³.

### 935/78 "Moby Dick"
1978 tänjde Porsche reglementet till det yttersta och tog i praktiken fram en ny bil, med nytt chassi, större motor med vätskekylda cylinderhuvuden och en kaross optimerad för lågt luftmotstånd. Dess vallika utseende gav den smeknamnet Moby Dick.
935/78 "Moby Dick" är den snabbaste modellen Porsche har byggt med sina 366km/h.
Efter 1979 lade Porsche ner utvecklingen av modellen, men man fortsatte tillverka delar till privatkunder.

## Tekniska data
| Tekniska data           | 935                                                              | 935/77                                                           | 935/77 "Baby"                                                    | 935/78 "Moby Dick"                                                    |
| ----------------------- | ---------------------------------------------------------------- | ---------------------------------------------------------------- | ---------------------------------------------------------------- | --------------------------------------------------------------------- |
| Motor:                  | Svansmonterad 6-cylindrig boxermotor med turbo                   | Svansmonterad 6-cylindrig boxermotor med turbo                   | Svansmonterad 6-cylindrig boxermotor med turbo                   | Svansmonterad 6-cylindrig boxermotor med turbo                        |
| Kylning:                | Luftkylning                                                      | Luftkylning                                                      | Luftkylning                                                      | Luftkylning, cylinderhuvuden med vätskekylning                        |
| Cylindervolym:          | 2857 cm³                                                         | 2857 cm³                                                         | 1425 cm³                                                         | 3211 cm³                                                              |
| Borrning x slaglängd:   | 92,6 x 70,4 mm                                                   | 92,6 x 70,4 mm                                                   | 71,0 x 60,0 mm                                                   |                                                                       |
| Max effekt vid varvtal: | 590 hk vid 7 900 v/min                                           | 650 hk vid 8 000 v/min                                           | 370 hk vid 8 200 v/min                                           | 845 hk vid 8 200 v/min                                                |
| Ventilstyrning:         | En överliggande kamaxel per cylinderrad, 2 ventiler per cylinder | En överliggande kamaxel per cylinderrad, 2 ventiler per cylinder | En överliggande kamaxel per cylinderrad, 2 ventiler per cylinder | Dubbla överliggande kamaxlar per cylinderrad, 2 ventiler per cylinder |
| Bränslesystem:          | Bosch bränsleinsprutning                                         | Bosch bränsleinsprutning                                         | Bosch bränsleinsprutning                                         | Bosch bränsleinsprutning                                              |
| Växellåda:              | 4-växlad manuell                                                 | 4-växlad manuell                                                 | 4-växlad manuell                                                 | 4-växlad manuell                                                      |
| Hjulupphängning fram:   | Undre tvärlänkar, stötdämparben, skruvfjädrar, krängningshämmare | Undre tvärlänkar, stötdämparben, skruvfjädrar, krängningshämmare | Undre tvärlänkar, stötdämparben, skruvfjädrar, krängningshämmare | Undre tvärlänkar, stötdämparben, skruvfjädrar, krängningshämmare      |
| Hjulupphängning bak:    | Dubbla tvärlänkar, skruvfjädrar, krängningshämmare               | Dubbla tvärlänkar, skruvfjädrar, krängningshämmare               | Dubbla tvärlänkar, skruvfjädrar, krängningshämmare               | Dubbla tvärlänkar, skruvfjädrar, krängningshämmare                    |
| Bromsar:                | Hydrauliska skivbromsar                                          | Hydrauliska skivbromsar                                          | Hydrauliska skivbromsar                                          | Hydrauliska skivbromsar                                               |
| Chassi & kaross:        | Självbärande stålkaross                                          | Självbärande stålkaross                                          | Självbärande stålkaross                                          | Fackverksram av lättmetall med plastkaross                            |
| Hjulbas:                | 227 cm                                                           | 227 cm                                                           | 227 cm                                                           | 228 cm                                                                |
| Torrvikt:               | 970 kg                                                           | 970 kg                                                           | 750 kg                                                           | 1025 kg                                                               |
| Toppfart:               | 320 km/h                                                         | 330 km/h                                                         | 270 km/h                                                         | 366 km/h                                                              |

## Tävlingsresultat

### Sportvagns-VM 1976
Bilen debuterade säsongen 1976 och tog en dubbelseger redan i den första tävlingen, Mugello 6-timmars. Jochen Mass och Jacky Ickx vann före Bob Wollek och Hans Heyer. I Vallelunga 6-timmars vann Jochen Mass och Jacky Ickx och i Watkins Glen 6-timmars vann Rolf Stommelen och Manfred Schurti. Säsongen avslutades med en trippelseger i Dijon 6-timmars, där Jochen Mass och Jacky Ickx vann före Bob Wollek och Hans Heyer och med Rolf Stommelen och Manfred Schurti på tredje plats.
Säsongen slutade med Porsche som klar VM-segrare.

### Sportvagns-VM 1977
Säsongen 1977 var Porsches överlägsenhet tydlig när man vann åtta av nio VM-tävlingar och stallet tog sin andra raka VM-seger.

### Sportvagns-VM 1978
Under 1978 körde fabriksstallet bara två tävlingar, bägge med den extrema "Moby Dick"-versionen. Under resten av 935:ans karriär överlämnade Porsche åt privatstallen att försvara märkets plats. Det lyckades alldeles utmärkt och Porsche vann alla säsongens deltävlingar och tog ännu en överlägsen VM-seger.

### Sportvagns-VM 1979
Säsongen 1979 vann Porsche sju av åtta VM-tävlingar och därmed en fjärde raka VM-seger. Utanför VM vann Klaus Ludwig, Bill Whittington och Don Whittington Le Mans 24-timmars.

### Sportvagns-VM 1980
Säsongen 1980 delades Grupp 5 upp i två kategorier, med motorer under eller över två liter. Porsche började känna av konkurrensen från BMW M1 och Lancia Beta Montecarlo, men tog fyra totalsegrar i Grupp 5. Vid Monza 1000 km vann Jürgen Barth och Henri Pescarolo. Vid Nürburgring 1000 km vann John Fitzpatrick och Axel Plankenhorn. Vid Le Mans 24-timmars tog Dieter Schornstein och Harald Grohs hem segern och Dijon 1000 km slutade med en dubbelseger, där Jürgen Barth och Henri Pescarolo vann före Claude Haldi och Bernard Béguin.
Porsche vann stora klassen i mästerskapet.

### Sportvagns-VM 1981
1981 tog Porsche återigen fyra totalsegrar i Grupp 5. Vid Mugello 6-timmars vann John Cooper och Dudley Wood. Vid Monza 1000 km vann Edgar Dören och Jürgen Lässig. Vid Silverstone 6-timmars vann Harald Grohs och Walter Röhrl och vid Le Mans 24-timmars tog John Cooper och Dudley Wood ännu en seger.
Säsongen slutade med Porsches sjätte raka VM-seger i stora klassen.

### Sportvagns-VM 1982
1982 debuterade Grupp C-bilarna och mästerskapet avgjordes med de nya sportvagnsprototyperna. Porsches fabriksstall återkom till VM med den nya 956-modellen och tog ännu en mästerskapstitel.
Grupp 5-bilarna körde sin sista säsong i VM och privatstallen vann sex av åtta klassegrar med sina 935:or.

### Efter 1982
Efter 1982 fortsatte privatförare att tävla med 935:an i olika nationella mästerskap, bland annat amerikanska IMSA GT Championship. Modellen gjorde sin sista större tävling 1986.